# Baker Hughes
Baker Hughes, a GE company är ett amerikanskt-brittiskt globalt serviceföretag inom petroleumindustrin som utför olika sorters servicetjänster åt petroleumbolag i den aktuella industrin. Företaget rankas som världens näst största företag inom servicetjänster. Baker Hughes Incorporated bildades 1987 när Baker International köpte Hughes Tool Company.
Den 13 november 2014 bekräftade Baker Hughes att man hade accepterat en förfrågan om att bli fusionerad med sin konkurrent och världens näst största i branschen, Halliburton Company och att man hade inlett förhandlingar. Den 18 november blev det offentligt att förhandlingarna var lyckade och Baker Hughes skulle bli fusionerad med Halliburton till ett värde av $34,6 miljarder. Företagen meddelade att via fusionen, kunde det sammangående bolaget spara minst $2 miljarder årligen på grund av synergieffekter. Skulle fusionen bli slutförd då skulle det gemensamma företaget gå om konkurrenten Schlumberger Limited som världens största företag i den aktuella branschen. Fusionen beräknades vara officiellt slutförd i andra halvan av 2015. Den 1 maj 2016 meddelade parterna att man skulle avbryta fusionen och Halliburton var tvungna att betala $3,5 miljarder i straffavgift till Baker Hughes för den fallerande affären. Några månader senare kom det uppgifter om att konglomeratet General Electric Company var intresserade att fusionera sitt dotterbolag GE Oil and Gas med Baker Hughes. Företaget skulle fortsättningsvis vara ett publikt aktiebolag och handlas på New York Stock Exchange (NYSE) även om GE skulle initialt ha ett aktieägarinnehav på 62,5%. Den 31 oktober blev det offentligt att de var överens och den 3 juli 2017 blev fusionen officiell, och gick om Halliburton som världens nästa största företag i den specifika branschen.